# Baeksang Arts Awards de 2013
A 49ª cerimônia anual do Baeksang Arts Awards foi realizada em 9 de maio de 2013, no Grande Salão da Paz da Universidade Kyung Hee em Seul, tendo sido transmitida pela emissora por assinatura JTBC e apresentada pelo locutor Oh Sang-jin e os atores Kim Ah-joong e Joo Won.
O filme Miracle in Cell No. 7, recebeu o maior número de indicações totais, além de contemplar o ator Ryu Seung-ryong, a sagrar-se vencedor da maior honraria da premiação, o Grande Prêmio (Daesang) pela categoria filme. Já o o título Masquerade, recebeu o prêmio de Melhor Filme. Pela categoria televisão, a série The Chaser da SBS, recebeu o maior número de prêmios da cerimônia, incluindo o de Melhor Drama, enquanto o comediante e apresentador Yoo Jae-suk, venceu o Grande Prêmio (Daesang) pelo programa Infinite Challenge.

## Vencedores e indicados
Lista completa de indicados e vencedores (este último indicado em negrito).

### Cinema
| Grande Prêmio | Melhor Filme |
| --- | --- |
| - Ryu Seung-ryong – Miracle in Cell No. 7 | - Masquerade - The Berlin File - Miracle in Cell No. 7 - Pietà - A Werewolf Boy |
| Melhor Ator | Melhor Atriz |
| - Ha Jung-woo – The Berlin File como Pyo Jong-seong - Hwang Jung-min – New World como Jung Chung - Lee Byung-hun – Masquerade como Rei Gwanghae/Ha-sun - Ryu Seung-ryong – Miracle in Cell No. 7 como Lee Yong-gu - Song Joong-ki – A Werewolf Boy como Chul-soo | - Kim Min-hee – Very Ordinary Couple como Jang Young - Han Hyo-joo – Love 911 como Mi-soo - Im Soo-jung – All About My Wife como Yeon Jung-in - Jo Min-su – Pietà como Jang Mi-sun - Lee Jung-hyun – Juvenile Offender como Hyo-seung |
| Melhor Ator Coadjuvante | Melhor Atriz Coadjuvante |
| - Ma Dong-seok – The Neighbor como Ahn Hyuk-mo - Cho Jin-woong – Perfect Number como Jo Min-beom - Oh Dal-su – Miracle in Cell No. 7 como So Yang-ho - Park Sung-woong – New World como Lee Joong-gu - Ryu Seung-ryong – All About My Wife como Jang Sung-ki     | - Jo Eun-ji – The Concubine como Geum-ok - Jun Ji-hyun – The Thieves como Yenicall - Moon Jung-hee – Deranged como Gyung-seon - Park Shin-hye – Miracle in Cell No. 7 como Ye-sung adulta - Shin So-yul – My PS Partner como So-yeon  |
| Melhor Ator Revelação | Melhor Atriz Revelação |
| - Ji Dae-han – A Wonderful Moment como Young-gwang - Do Ji-han – The Tower como Lee Seon-woo - Im Seulong – 26 Years como Kwon Jung-hyuk - Kim Bum – The Gifted Hands como Kim Joon - Seo Young-joo – Juvenile Offender como Jang Ji-gu                          | - Han Ye-ri – As One como Yu Sun-bok - Jung Eun-chae – Nobody's Daughter Haewon como Haewon - Kal So-won – Miracle in Cell No. 7 como Ye-sung - Kim Go-eun – A Muse como Han Eun-gyo - Nam Bo-ra – Don't Cry, Mommy como Eun-ah       |
| Ator Mais Popular | Atriz Mais Popular |
| - Kim Dong-wan – Deranged como Jae-pil adulta | - Park Shin-hye – Miracle in Cell No. 7 como Ye-sung adulta |
| Melhor Diretor | Melhor Diretor Revelação |
| - Choo Chang-min – Masquerade - Choi Dong-hoon – The Thieves - Kim Ki-duk – Pietà - Min Kyu-dong – All About My Wife - Ryoo Seung-wan – The Berlin File | - Jo Sung-hee – A Werewolf Boy - Cho Geun-hyun – 26 Years - Kim Hwi – The Neighbor - Moon Hyun-sung – As One - Park Hoon-jung – New World                                                                                             |
| Melhor Roteiro | |
| - Jung Byung-gil – Confession of Murder - Heo Sung-hye, Min Kyu-dong – All About My Wife - Jo Sung-hee – A Werewolf Boy - Lee Hwan-kyung, Kim Hwang-sung, Kim Young-suk – Miracle in Cell No. 7 - Park Hoon-jung – New World                                     | |

### Filmes com múltiplas indicações
| Indicações | Filme                 |
| ---------- | --------------------- |
| 8          | Miracle in Cell No. 7 |
| 4          | All About My Life     |
| 4          | New World             |
| 3          | A Werewolf Boy        |
| 3          | The Berlin File       |
| 3          | Masquerade            |
| 3          | Pietà                 |
| 2          | As One                |
| 2          | Deranged              |
| 2          | Juvenile Offender     |
| 2          | 26 years              |
| 2          | The Neighbor          |
| 2          | The Thieves           |

### Filmes com múltiplos prêmios
| Prêmios | Filme                 |
| ------- | --------------------- |
| 2       | Masquerade            |
| 2       | Miracle in Cell No. 7 |

### Televisão
| Grande Prêmio | Melhor Drama |
| --- | --- |
| - Yoo Jae-suk – Infinite Challenge | - The Chaser (SBS) - Lights and Shadows (MBC) - My Husband Got a Family (KBS2) - School 2013 (KBS2) - How Long I've Kissed (JTBC) |
| Melhor Programa Educacional | Melhor Programa de Entretenimento |
| - A Korean's Dinner Table (KBS) | - Dad! Where Are We Going? (MBC) |
| Melhor Diretor | Melhor Roteiro |
| - Kim Kyu-tae – That Winter, the Wind Blows - Jo Nam-kook – The Chaser - Kim Hyung-suk – My Husband Got a Family - Kwon Seok-jang, Lee Yoon-jung – Golden Time - Lee Joo-hwan – Lights and Shadows                                                                                             | - Park Kyung-soo – The Chaser - Choi Hee-ra – Golden Time - Ha Myung-hee – Can We Get Married? - Lee Woo-jung – Reply 1997 - Park Ji-eun – My Husband Got a Family |
| Melhor Ator | Melhor Atriz |
| - Son Hyun-joo – The Chaser como Detetive Baek Hong-suk - Lee Sang-yoon – My Daughter Seo-young como Kang Woo-jae - Lee Sung-min – Golden Time como Choi In-hyuk - Uhm Tae-woong – Man from the Equator como Kim Sun-woo - Yoo Jun-sang – My Husband Got a Family como Terry Kang/Bang Gwi-nam | - Kim Hee-ae – How Long I've Kissed como Yoon Seo-rae - Kim Nam-joo – My Husband Got a Family como Cha Yoon-hee - Kim Sung-ryung – Queen of Ambition como Han/Hwang Jung-won - Lee Bo-young – My Daughter Seo-young como Lee Seo-young - Song Hye-kyo – That Winter, the Wind Blows como Oh Young |
| Melhor Ator Revelação | Melhor Atriz Revelação |
| - Lee Hee-joon – My Husband Got a Family como Chun Jae-yong - Kim Woo-bin – School 2013 como Park Heung-soo - Jo Jung-suk – The King 2 Hearts como Eun Shi-kyung - Lee Jung-shin – My Daughter Seo-young como Kang Sung-jae - Seo In-guk – Reply 1997 como Yoon Yoon-jae                       | - Jung Eun-ji – Reply 1997 como Sung Shi-won - Choi Yoon-young – My Daughter Seo-young como Choi Ho-jung - Lee Yu-bi – The Innocent Man como Kang Choco - Park Se-young – Faith como Rainha Noguk - Yoon Jin-yi – A Gentleman's Dignity como Im Me Ah-ri                                          |
| Ator Mais Popular | Atriz Mais Popular |
| - Park Yoochun – Missing You como Han Jung-woo | - Kwon Yuri – Fashion King como Choi Anna |
| Melhor Artista de Variedades – Masculino | Melhor Artista de Variedades – Feminino |
| - Kim Byung-man – Law of the Jungle - Kim Jun-ho – Gag Concert - Yoo Jae-suk – Running Man, Infinite Challenge - Cultwo – Hello Counselor - Heo Kyung-hwan – Gag Concert | - Shin Bo-ra – Gag Concert - Song Ji-hyo – Running Man - Lee Young-ja – Hello Counselor - Kim Ji-min – Gag Concert - Han Hye-jin – Healing Camp, Aren't You Happy |

### Programas com múltiplas indicações
| Indicações | Programa de Televisão       |
| ---------- | --------------------------- |
| 6          | My Husband Got a Family     |
| 4          | The Chaser                  |
| 4          | Gag Concert                 |
| 4          | My Daughter Seo-young       |
| 3          | Golden Time                 |
| 3          | Reply 1997                  |
| 2          | Hello Counselor             |
| 2          | How Long I've Kissed        |
| 2          | Infinite Challenge          |
| 2          | Lights and Shadows          |
| 2          | Running Man                 |
| 2          | School 2013                 |
| 2          | That Winter, the Wind Blows |

### Programas com múltiplos prêmios
| Prêmios | Programas de Televisão |
| ------- | ---------------------- |
| 3       | The Chaser             |